# Blanka Hyková
Blanka Hyková (* 13. prosince 1946) byla česká a československá politička Československé strany socialistické (později za LSU), poslankyně Sněmovny národů a Sněmovny lidu Federálního shromáždění za normalizace a po sametové revoluci.

## Biografie
K roku 1986 se profesně uvádí jako podniková právnička. Ve volbách roku 1986 zasedla za ČSS do české části Sněmovny národů (volební obvod č. 5 – Praha 5 – Praha 4). Ve Federálním shromáždění setrvala do konce funkčního období, tedy do svobodných voleb roku 1990. Netýkal se ji proces kooptací do Federálního shromáždění po sametové revoluci.
Do nejvyššího zákonodárného sboru se vrátila ve volbách roku 1992, kdy byla zvolena do Sněmovny lidu za formaci Liberálně sociální unie, do níž se Československá strana socialistická zapojila. Ve Federálním shromáždění setrvala do zániku Československa v prosinci 1992. Koncem roku 1992 patřila mezi pět opozičních poslanců, kteří ve FS podpořili vládní návrh zákona o rozdělení Československa.